# Chu Nan-mei
Chu Nan-mei (* 1970) ist eine ehemalige Gewichtheberin aus der Republik China (Taiwan).

## Werdegang
Chu Nan-mei gehörte einer Gruppe von Leichtathletinnen an, die die Tainan City Teknang High-School besuchte und Gewichtheben als Ausgleichssport betrieb. 1986 erfuhr sie von ihrem Leichtathletiktrainer Tsai Wen-Yi, dass es künftig auch im Gewichtheben Weltmeisterschaften geben werde. Daraufhin entschloss sie sich Gewichtheben zu ihrer Hauptsportart zu machen. Tsai Wen-Yi wurde auch ihr erster Trainer beim Gewichtheben. Später übernahm Chen Ku-Feng dieses Amt. 1989 konnte sie leistungsmäßig erstmals bei Weltmeisterschaften starten und belegte in Manchester den 3. Platz in der Klasse bis 48 kg Körpergewicht. In den Folgejahren startete sie mit großen Erfolgen bis 1998 bei allen Weltmeisterschaften. Ihr größter Triumph war 1993 der Sieg bei der Weltmeisterschaft 1993 in Melbourne in der Gewichtsklasse bis 46 kg Körpergewicht. 1998 beendete sie ihre Laufbahn als aktive Gewichtheberin.
Chu Nan-mei studierte am National College of Physical Education & Spors (CPES).

## Internationale Erfolge/Zweikampf
(WM = Weltmeisterschaft, KG = Körpergewicht)
- 1989, 3. Platz, WM in Manchester, bis 48 kg KG, mit 137,5 kg, hinter Huang Xiaoyu, Volksrepublik China, 172,5 kg und Choi Myung-Shik, Südkorea, 147,5 kg;
- 1990, 7. Platz, WM in Sarajewo, bis 48 kg KG, mit 135 kg, Siegerin: Jun Cai, China, 165 kg vor Choi Myung-Shik, 150 kg;
- 1991, 4. Platz, WM in Donaueschingen, bis 48 kg KG, mit 147,5 kg, hinter Isabella Rifatowa (Dragnewa), Bulgarien, 170 kg, Liao Shuping, Chinag, 170 kg und Donka Minchewa, Bulgarien, 152,5 kg;
- 1992, 7. Platz, WM in Warna, bis 48 kg KG, mit 142,5 kg, Siegerin Liu Xinhua, China, 187,5 kg vor Isabella Rifatowa, 175 kg;
- 1993, 1. Platz, WM in Melbourne, bis 46 kg KG, mit 152,5 kg, vor Yu Shiu-Fen, Taiwan, 147,5 kg und Satomi Saito, Japan, 147,5 kg;
- 1994, 4. Platz, WM in Istanbul, bis 46 kg KG, mit 155 kg, hinter Yun Yanhong, China, 180 kg, N. Kunjarani Devi, Indien, 167,5 kg und Tsai Huey-Woan, Taiwan, 155 kg;
- 1995, 2. Platz, WM in Guangzhou, bis 50 kg KG, mit 177,5 kg, hinter Liu Xiuhua, China, 187,5 kh und vor Knaiowa, Bulgarien, 172,5 kg;
- 1996, 3. Platz, WM in Warschau, bis 50 kg KG, mit 172,5 kg, hinter Liu Xiuhua, 185 kg und Choi Myung-Shik, 175 kg;
- 1997, 4. Platz, WM in Chiangmai/Thailand, bis 50 kg KG, mit 175 kg, hinter Winarni, Indonesien, 185 kg, Isabella Dragnewa, 185 kg und Ri Yong-Hwa, Nordkorea, 180 kg;
- 1998, 2. Platz, WM in Lahti, bis 48 kg KG, mit 172,5 kg, hinter Li Yunhi, China, 182,5 kg und vor Tsai Huey-Woan, 172,5 kg

## Medaillen Einzeldisziplinen
- WM-Goldmedaillen: 1993, Reißen, 67,5 kg – 1993, Stoßen, 85 kg
- WM-Silbermedaillen: 1995, Reißen, 80 kg – 1995, Stoßen, 97,5 kg – 1996, Stoßen, 95 kg – 1998, Reißen, 77,5 kg – 1998, Stoßen, 95 kg
- WM-Bronzemedaillen: 1989, Stoßen, 77,5 kg – 1994, Stoßen, 87,5 kg – 1996, Reißen, 77,5 kg

| Personendaten    | Personendaten                       |
| ---------------- | ----------------------------------- |
| NAME             | Chu Nan-mei                         |
| KURZBESCHREIBUNG | chinesische Gewichtheberin (Taiwan) |
| GEBURTSDATUM     | 1970                                |